# Croix couverte d'Annot
La croix couverte est une croix monumentale située à Annot, en France.

## Localisation
Cette croix couverte est située sur la commune d'Annot, dans le département français des Alpes-de-Haute-Provence. Elle se trouve le long de la route départementale 908 (anciennement route nationale).

## Historique
L'édifice est classé au titre des monuments historiques le 15 septembre 1928.